# Bill McCollum
Ira William McCollum , Jr., detto Bill (Brooksville, 12 luglio 1944), è un politico, avvocato e militare statunitense, membro della Camera dei Rappresentanti per lo stato della Florida dal 1981 al 2001.

## Biografia
Nato e cresciuto in Florida, dopo la laurea all'Università della Florida, McCollum entrò a far parte dei JAG. Vi rimase per ventitré anni, finché venne congedato con il grado di comandante.
Nel frattempo, entrato in politica con il Partito Repubblicano, nel 1980 venne eletto alla Camera dei Rappresentanti. Vi rimase per vent'anni, finché nel 2000 decise di candidarsi al Senato, perdendo le elezioni contro il democratico Bill Nelson. Ci riprovò nel 2004, ma stavolta venne sconfitto nelle primarie repubblicane da Mel Martinez.
Nel 2006 riuscì a farsi eleggere Procuratore generale della Florida e nel 2010 si candidò a governatore. McCollum tuttavia perse le primarie contro Rick Scott, che venne poi eletto.
Sposato con Ingrid Seebohm, McCollum ha tre figli: Douglas, Justin e Andrew.